# Bauerlbach
Der Bauerlbach ist ein Fließgewässer im bayerischen Landkreis Rosenheim und ein Zufluss des Chiemsee. Vor der Mündung in den Chiemsee vereinigt sich der Bauerlbach mit dem Moosbach. Die Bezeichnung dieses Abschnitts ist nicht eindeutig.